# 上野原警察署
上野原警察署（うえのはらけいさつしょ）は、山梨県警察が管轄する警察署の一つである。東京都、神奈川県などの都市圏に近接しているため、しばしば緊急配備を要請される警察署である。

## 管轄区域
- 上野原市
- 北都留郡
  - 丹波山村
  - 小菅村

## 沿革
- 1876年（明治9年）1月 - 巡査屯所として開署。
- 1877年（明治10年） - 猿橋警察署上野原分署に昇格。
- 1926年（大正15年） - 上野原警察署として分離独立。
- 1948年（昭和23年）3月7日 - 旧警察法の公布に伴い、国家地方警察上野原地区警察署に改称。
- 1954年（昭和29年）7月1日 - 警察法の改正に伴い、山梨県上野原警察署と改称。
- 1993年（平成5年）1月 - 現在地に新築移転。
- 2007年（平成19年）4月1日 - 都留警察署の統廃合に伴い、旧秋山村を管轄に加えた。

## 交番
なし

## 駐在所

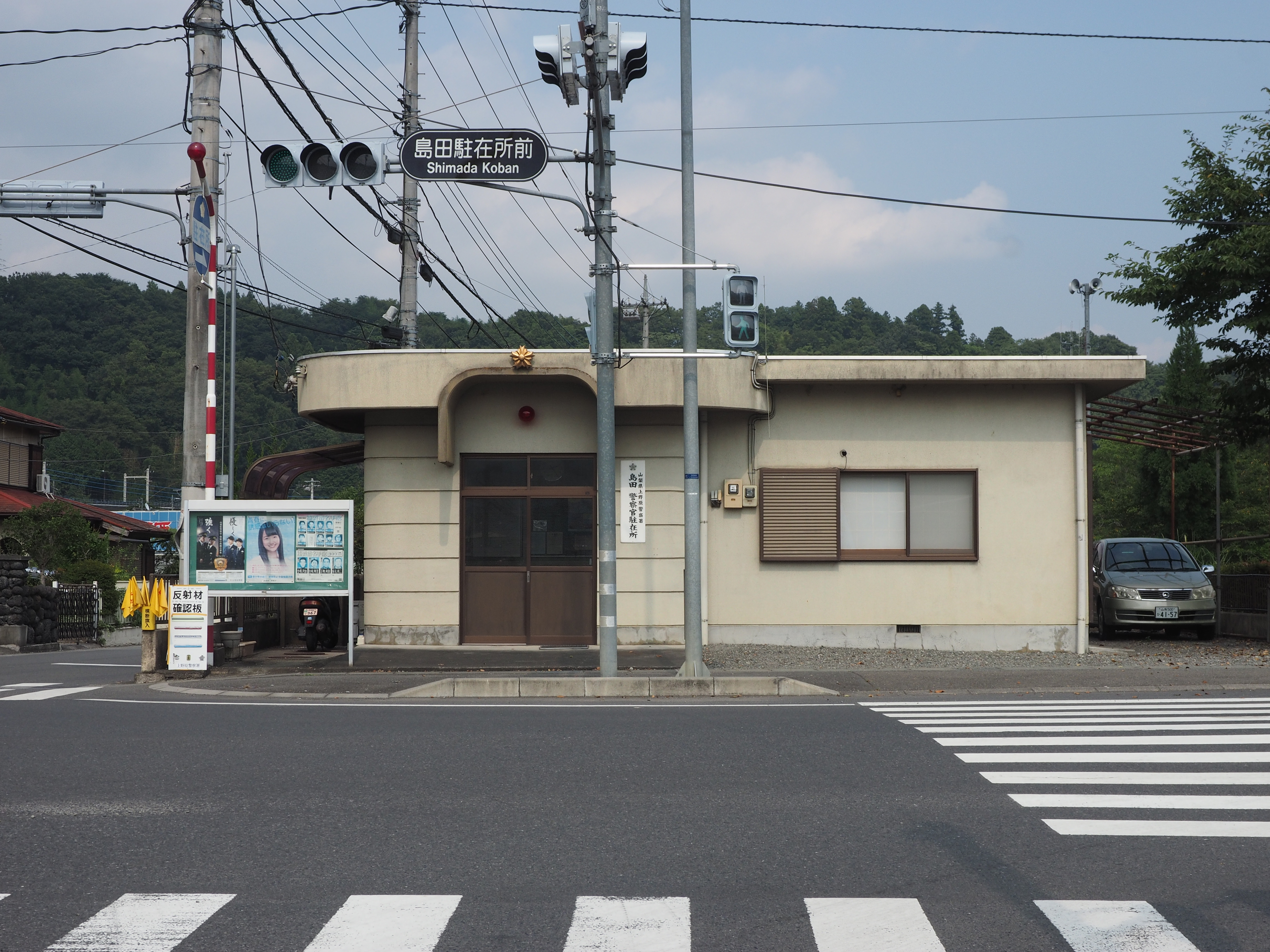
島田駐在所（2016年）

### 上野原市
- 秋山駐在所（上野原市秋山7092番地4）
- 甲東駐在所（上野原市野田尻582）
- 島田駐在所（上野原市新田848-7）
- 棡原駐在所（上野原市棡原2362-4）
- 大目駐在所（上野原市大野1335）
- 西原駐在所（上野原市西原3948-24）
- 四方津駐在所（上野原市四方津770-3）
- コモアしおつ駐在所（上野原市コモアしおつ3丁目20番22号）

### 丹波山村
- 丹波駐在所（北都留郡丹波山村2653）

### 小菅村
- 小菅駐在所（北都留郡小菅村4656-2）